# Norng Sophang
Norng Sophang (geboren am 2. Januar 1952 in Thnal Keng, Preah Vihear Provinz)  ist ein kambodschanischer Grundschullehrer im Ruhestand wohnhaft in der Battambang Provinz. Norng Sophang gilt als einer der wichtigsten Zeugen im Internationalen Verfahren gegen die Rote-Khmer-Regierung in Phnom Penh. Von 1975 bis Anfang 1979 war er leitender Mitarbeiter in der Fernmeldezentrale der Kommunistischen Partei, genannt K-18, in Phnom Penh. Er war für die Verschlüsselung und Entschlüsselung von Telegrammen von und an das Büro-870 zuständig. Er gilt als einer der wenigen Zeitzeugen der im Geheimen agierenden Kommunistischen Partei Kambodschas zur Zeit der Regierung von Pol Pot. Norng Sophang wurde nie eines Verbrechens beschuldigt oder wegen eines Verbrechens angeklagt. Vielmehr diente er als wichtiger Zeuge in den Strafprozessen.

## Leben
Norng Sophang wurde im Weiler Thnal Keng in der Ortschaft Sre Thorn im Distrikt Rovieng in der Provinz Preah Vihear geboren. Seine Eltern waren Norng Chim und Un Tith. Er ist verheiratet mit Nhik Ham und Vater von drei Kindern. Er ging in Rovieng zur Grundschule und danach in Kampong Thom auf die weiterführende Schule. Nach dem Sturz von Norodom Sihanouk durch Lon Nol brach er die Schule ab und kehrte in seine Heimat Rovieng zurück. Rovieng befand sich in dieser Zeit unter der Kontrolle der Roten Khmer, welche ihn als Grundschullehrer in Samroang Daun Ma einsetzten. Er unterrichtete primär Kinder der Kuoy-Minderheit. Ab 1973 arbeitete für das Zentralkomitee der Kommunistischen Partei in der geheimen Basis B-17, welche sich in der Ortschaft Bet Thnou in der Provinz Kampong Cham befand. Hier traf er Pol Pot und Nuon Chea das erste Mal. Zuerst war er für die Organisation von Lebensmitteln für das Lager zuständig. Später wurde er mit vier weiteren Genossen in der Verschlüsselung und Entschlüsselung von Nachrichten ausgebildet. Ende 1974 wurde er im militärischen Hauptquartier B-20 der Roten Khmer in Dei Kraham, Kampong Cham eingesetzt. Bis zur Eroberung von Phnom Penh im April 1975 arbeitete Norng Sophang im Hauptquartier B-20 als Funker und Übersetzer von Telegrammen. Nach der Eroberung wurde er in Phnom Penh eingesetzt, und zwar in der Sothearos Grundschule, wo er unter anderem 12-jährige Kinder zu Funkern und Übersetzern ausbildete. Die Sothearos-Grundschule befand sich direkt am Tonle Sap und war zirka einen Kilometer vom Hauptquartier der Roten Khmer, K-1 in Phnom Penh, entfernt. Das Telegraphenamt in der ehemaligen Schule trug die interne Bezeichnung K-18. Etwa 40 Kinder bildete Norng Sophang zu Telegrafisten und in der Verschlüsselung und Entschlüsselung von Telegrammen aus. Auch war er selber in der Verschlüsselungsabteilung aktiv und später ihr Leiter. Auch nach der Machtergreifung agierte die Führung der Kommunistischen Partei im Wesentlichen im Geheimen. Anweisungen an die untergeordneten Zonen und Bezirke wurden oft mehrmals von verschiedenen Personen und Büros verschlüsselt. So betrieb das Hauptquartier des Zentralkomitees K-1 neben K-18 noch eine eigene Chiffrier- und Dechiffrier-Abteilung. Die Telegramme wurden von K-18 per Boten an K-1 übergeben und dieser holte zu versendende Nachrichten von K-1 ab. Nur in Ausnahmen und nur zur Koordination wurde Telefon eingesetzt. Aus Geheimhaltungsgründen wurde das Telefon nie zur Übermittelung von Nachrichten, Anweisungen und Befehlen eingesetzt, da es nicht als abhörsicher galt. Auch wurde Funk zur Übermittlung eingesetzt. Die Funkstation befand sich in der ehemaligen Amerikanischen Botschaft in Phnom Penh. Für den Funkverkehr war das Büro K-7 und nicht K-18 zuständig.
Am 5. Januar 1979, kurz vor dem Einmarsch der vietnamesischen Truppen, verbrannte Norng Sophang das umfangreiche Archiv von K-18 und flüchtete aus der Stadt. Er ließ sich in Ta Sen im Bezirk Kamrieng in der Battambang Provinz nieder, heiratete und nahm eine Position als Lehrer in der Au-Chamlang-Grundschule an. Nach der Einrichtung des Extraordinary Chambers in the Courts of Cambodia 2007 wurde er von den Anklägern und den Verteidigern der Rote-Khmer-Führung oftmals als Zeuge vor Gericht geladen. Er gilt als einer der wenigen überlebenden Zeugen, welche im Zentrum der Macht der Roten Khmer gearbeitet haben, besonders in der Zeit vor April 1975, der Eroberung von Phnom Penh. Viele der ersten Mitarbeiter der Roten Khmer wurden später von ihren eigenen Führern der kommunistischen Partei ermordet, siehe Tuol Sleng. Norng Sophang gilt als eine der wenigen Personen, welche das Leben der Roten Khmer in ihren geheimen Dschungelverstecken aus eigener Erfahrung kennen.